# Strangalia debroizei
Strangalia debroizei es una especie de escarabajo longicornio del género Strangalia, categorizada en la tribu Lepturini, de la subfamilia Lepturinae. Fue descrita por Chalumeau & Touroult en 2005.

## Descripción
Mide 9 mm de longitud.

## Distribución
Se distribuye por Dominica.